# Lasse Lengheim
Lasse Lengheim (* 1. Dezember 2007) ist ein österreichischer Fußballspieler.

## Karriere
Lengheim begann seine Karriere beim TuS Greinbach. Zur Saison 2018/19 wechselte er in die Jugend des TSV Hartberg, bei dem er ab der Saison 2023/24 auch in der Akademie spielte. Zur Saison 2024/25 wechselte er zu den Amateuren des Zweitligisten SV Lafnitz. Im Oktober 2024 stand er gegen den ASK Voitsberg auch erstmals im Profikader, kam aber noch nicht zum Einsatz. Sein Debüt in der 2. Liga gab er dann im Mai 2025, als er am 29. Spieltag jener Saison gegen den SK Sturm Graz II in der 74. Minute für Christoph Prasch eingewechselt wurde.